# 喬治·羅傑
喬治·羅傑（George Rodger，1908年3月19日—1995年7月24日）是一位英國的攝影師，也是馬格蘭攝影社的創辦人之一，出生於英國的柴郡（Cheshire）。他對於非洲大地上的風土人文紀實攝影相當經典，是二次戰後重要的攝影大師。

## 生平
羅傑在童年時就相當嚮往旅行與航海探險，17歲時他進入英國皇家海軍，航行了世界各地大約兩年的時間，這時期是他第一次開始嘗試抓住異國的攝影主題。
19歲之後，羅傑曾住在美國幾年，最後又回到了英國，在BBC擔任攝影記者，1939年，他離開BBC成為自由攝影師，同年第二次世界大戰爆發，歐洲開始受到納粹的轟炸，在戰爭當中，羅傑的紀實攝影開始受到美國的生活雜誌採用，隨後他更被生活雜誌社聘為隨軍記者，但仍保有他獨立攝影師的身分，他的戰爭紀實照片曾被生活雜誌、和雜誌刊登過。
喬治羅傑是從喀麥隆、蘇丹和查德開始當戰地攝影記者的，他曾橫越撒哈拉沙漠到衣索比亞報導英國沙漠軍團對抗非洲軍團「沙漠之狐」隆美爾。後來羅傑就從衣索比亞一路跟著英國軍隊去到開羅、敘利亞、伊拉克、印度。
1942年1月，羅傑報導了飛虎隊（隸屬於美國義勇軍組織；）在緬甸協助當地抗日的經過，他在仰光戰區目擊了空戰、也忠實的用鏡頭報導出飛虎對的勇氣和信念，1942年3月30日美國的生活雜誌一口氣刊登了近30張羅傑的攝影照片，隨後緬甸仰光淪陷，羅傑來不及逃出，後來是用徒步的方式從印度邊界逃出。
1942年8月10日，羅傑成為生活雜誌的全時攝影師，雜誌社並封他為該年度旅行距離最長（75000英哩）的戰地攝影記者。二次大戰期間，羅傑隨著盟軍通過北非、西西里島、義大利，並報導了知名的諾曼地登陸，巴黎與布魯塞爾的解放，他隨著英軍一直到德國正式投降，並也是第一個進到伯根-贝尔森集中营，二戰期間德國境內唯一一所被盟軍解放的集中營。也是安妮·法蘭克去世的地方）拍攝的攝影記者，二次大戰之後，羅傑加入了反戰運動，誓言不想再報導任何的戰爭紀實。

## 晚年
羅傑在1947年與其他知名攝影師一同成立馬格蘭攝影社後，將戰時經過非洲所拍攝原始部落的照片整理，特別是非洲的遊牧民族和馬賽人，一直到70歲時，都保持著對非洲的高度熱愛，他曾在牙買加定居，並多次旅遊拜訪撒哈拉沙漠中的圖瓦雷克族、緬甸的納卡人。羅傑忠實的紀錄和報導了相當多原始部落的慶典、習俗，以及他們被現代社會影響的變化。1985年，他獲得在莫斯科舉辦的世界和平紀實攝影一等獎。1995年他以高齡87歲過世於英國肯特郡家中，留下妻子與三名孩子。

## 相關連結
- 馬格蘭攝影社的介紹
- eyestorm上的介紹與圖片